# بادي غريني
بادي غريني (بالإنجليزية: Buddy Greene) هو ملحن وموسيقي أمريكي، ولد في 30 أكتوبر 1953.

## وصلات خارجية
- بادي غريني على موقع ميوزك برينز (الإنجليزية)
- بادي غريني على موقع ديسكوغز (الإنجليزية)